# Partito Verde (Regno Unito)
Il Partito Verde (in inglese: Green Party) è stato un partito politico britannico di orientamento ambientalista.

## Storia
Fondato nel 1985, si presentava come prosecutore del Partito dell'Ecologia (Ecology Party), affermatosi nel 1975 sulle istanze del precedente People Party.
A seguito della dissoluzione del partito, avvenuta nel 1990, le sue componenti sono confluite in tre distinte formazioni:
- il Partito Verde di Inghilterra e Galles;
- il Partito Verde Scozzese.
- il Partito Verde dell'Irlanda del Nord.

## Struttura

### Presidenti
Partito dell'Ecologia:
- 1976: Jonathan Tyler
- 1979: Jonathon Porritt
- 1980: Gundula Dorey
- 1982: Jean Lambert, Alec Ponton and Jonathon Porritt
- 1983: Paul Ekins, Jean Lambert e Jonathon Porritt

Partito Verde
| Anno | Comando       | Comando         | Comando        | Presidenti principali                     | Presidenti principali                     | Presidenti principali                     | Presidenti principali                     | Presidenti principali                     | Presidenti principali                     |
| ---- | ------------- | --------------- | -------------- | ----------------------------------------- | ----------------------------------------- | ----------------------------------------- | ----------------------------------------- | ----------------------------------------- | ----------------------------------------- |
| 1985 | Jo Robins     | Heather Swailes | Lindy Williams | Presidenti principali introdotti nel 1987 | Presidenti principali introdotti nel 1987 | Presidenti principali introdotti nel 1987 | Presidenti principali introdotti nel 1987 | Presidenti principali introdotti nel 1987 | Presidenti principali introdotti nel 1987 |
| 1986 | Jo Robins     | Jean Lambert    | Brig Oubridge  | Presidenti principali introdotti nel 1987 | Presidenti principali introdotti nel 1987 | Presidenti principali introdotti nel 1987 | Presidenti principali introdotti nel 1987 | Presidenti principali introdotti nel 1987 | Presidenti principali introdotti nel 1987 |
| 1987 | Janet Alty    | Tim Cooper      | Brig Oubridge  | Linda Hendry                              | Jean Lambert                              | Richard Lawson                            | 3 Presidenti principali nel 1987          | 3 Presidenti principali nel 1987          | 3 Presidenti principali nel 1987          |
| 1988 | Janet Alty    | Liz Crosbie     | Penny Kemp     | Lindsay Cooke                             | Jean Lambert                              | David Icke                                | Sara Parkin                               | David Spaven                              | Frank Williamson                          |
| 1989 | Nick Anderson | Caroline Lucas  | Jo Steranka    | Janet Alty                                | Jean Lambert                              | David Icke                                | Sara Parkin                               | Liz Crosbie                               | Steve Rackett                             |

## Risultati
| Elezione      | Voti      | %    | Seggi   |
| ------------- | --------- | ---- | ------- |
| Generali 1979 | 39.918    | 0,1  | 0 / 635 |
| Europee 1979  | 17.953    | 0,1  | 0 / 81  |
| Generali 1983 | 54.299    | 0,2  | 0 / 650 |
| Europee 1984  | 73.025    | 0,5  | 0 / 81  |
| Generali 1987 | 89.753    | 0,3  | 0 / 650 |
| Europee 1989  | 2.299.287 | 14,5 | 0 / 650 |